# Laeg
Laeg – postać z mitologii celtyckiej, woźnica bohatera Cuchulainna. Jego umiejętność powożenia rydwanem okazywała się decydująca dla wielu zwycięstw Cuchulainna. Laeg w czasie ostatniej bitwy Cuchulainna zasłonił go własnym ciałem przed ciosem przeciwnika. Symbol oddanego sługi i towarzysza broni. Jego brat Id był woźnicą innego sławnego celtyckiego bohatera, brata mlecznego Cuchulainna, Connalla Cernacha.